# Copa América de Basquetebol Feminino de 2011
A Copa América de Basquete Feminino de 2011, foi a 11ª edição da Copa América de Basquetebol Feminino, o torneio também contou como qualificação para os Jogos Olímpicos de Verão de 2012. O torneio foi sediado em Neiva, na Colômbia e decorreu entre 24 de setembro e 1 de outubro de 2011. O vencedor foi o Brasil, que se qualificou para os Jogos Olímpicos. A Argentina, o Canadá e Porto Rico foram repescados para um aprova inter-continental.

## Primeira Fase

### Grupo A
| Paises     | J  | V  | D  | PF  | PD  | SP  | Pts |
| ---------- | -- | -- | -- | --- | --- | --- | --- |
| Argentina  | 04 | 04 | 00 | 277 | 215 | 62  | 08  |
| Cuba       | 04 | 03 | 01 | 263 | 222 | 41  | 07  |
| Porto Rico | 04 | 02 | 02 | 243 | 228 | 15  | 06  |
| Colômbia   | 04 | 01 | 03 | 225 | 259 | -34 | 05  |
| Chile      | 04 | 00 | 04 | 191 | 275 | -84 | 04  |

| Setembro 24 16:30 |                                             | Cuba | 67–50 | Porto Rico |  | Neiva, Colômbia |  |
| Setembro 24 16:30 | Placar por quarto: 19–15, 7–12, 23–14, 18–9 |      |       |            |  | Neiva, Colômbia |  |

| Setembro 24 23:15 |                                              | Chile | 50–69 | Colômbia |  | Neiva, Colômbia |  |
| Setembro 24 23:15 | Placar por quarto: 15–13, 9–19, 11-20, 15–17 |       |       |          |  | Neiva, Colômbia |  |

| Setembro 25 21:00 |                                              | Argentina | 80–50 | Chile |  | Neiva, Colômbia |  |
| Setembro 25 21:00 | Placar por quarto: 10–13, 25–8, 27-15, 18–14 |           |       |       |  | Neiva, Colômbia |  |

| Setembro 25 23:15 |                                             | Colômbia | 46–68 | Porto Rico |  | Neiva, Colômbia |  |
| Setembro 25 23:15 | Placar por quarto: 4–20, 22–16, 11-17, 9–15 |          |       |            |  | Neiva, Colômbia |  |

| Setembro 26 21:00 |                                              | Porto Rico | 61–66 | Argentina |  | Neiva, Colômbia |  |
| Setembro 26 21:00 | Placar por quarto: 25-15, 10-14, 19-20, 7-17 |            |       |           |  | Neiva, Colômbia |  |

| Setembro 26 23:15 |                                               | Cuba | 75–65 | Colômbia |  | Neiva, Colômbia |  |
| Setembro 26 23:15 | Placar por quarto: 15-15, 16-16, 22-19, 22-15 |      |       |          |  | Neiva, Colômbia |  |

| Setembro 27 21:00 |                                             | Chile | 49–64 | Porto Rico |  | Neiva, Colômbia |  |
| Setembro 27 21:00 | Placar por quarto: 19-19, 5-12, 16-22, 9-11 |       |       |            |  | Neiva, Colômbia |  |

| Setembro 27 23:15 |                                               | Argentina | 65–59 | Cuba |  | Neiva, Colômbia |  |
| Setembro 27 23:15 | Placar por quarto: 14-13, 15-17, 11-17, 25-12 |           |       |      |  | Neiva, Colômbia |  |

| Setembro 28 18:45 |                                             | Cuba | 62–42 | Chile |  | Neiva, Colômbia |  |
| Setembro 28 18:45 | Placar por quarto: 19-6, 17-16, 15-7, 11-13 |      |       |       |  | Neiva, Colômbia |  |

| Setembro 28 23:15 |                                              | Colômbia | 45–66 | Argentina |  | Neiva, Colômbia |  |
| Setembro 28 23:15 | Placar por quarto: 11-16, 11-16, 8-20, 15-14 |          |       |           |  | Neiva, Colômbia |  |

### Grupo B
| Paises   | J  | V  | D  | PF  | PD  | SP   | Pts |
| -------- | -- | -- | -- | --- | --- | ---- | --- |
| Brasil   | 04 | 04 | 00 | 334 | 184 | 150  | 08  |
| Canadá   | 04 | 03 | 01 | 254 | 176 | 88   | 07  |
| México   | 04 | 01 | 03 | 257 | 273 | -16  | 05  |
| Jamaica  | 04 | 01 | 03 | 237 | 274 | -37  | 05  |
| Paraguai | 04 | 01 | 03 | 175 | 350 | -175 | 05  |

| Setembro 24 18:45 |                                            | Brasil | 117–34 | Paraguai |  | Neiva, Colômbia |  |
| Setembro 24 18:45 | Placar por quarto: 28–5, 27–9, 35-7, 27–13 |        |        |          |  | Neiva, Colômbia |  |

| Setembro 24 21:00 |                                             | México | 45–72 | Canadá |  | Neiva, Colômbia |  |
| Setembro 24 21:00 | Placar por quarto: 4–19, 5–16, 16-12, 20–25 |        |       |        |  | Neiva, Colômbia |  |

| Setembro 25 16:30 |                                              | Jamaica | 69–64 | México |  | Neiva, Colômbia |  |
| Setembro 25 16:30 | Placar por quarto: 20–9, 17–26, 18-18, 14–11 |         |       |        |  | Neiva, Colômbia |  |

| Setembro 25 18:45 |                                            | Canadá | 39–56 | Brasil |  | Neiva, Colômbia |  |
| Setembro 25 18:45 | Placar por quarto: 8–8, 12–15, 9-23, 10–10 |        |       |        |  | Neiva, Colômbia |  |

| Setembro 26 16:30 |                                            | Paraguai | 26–77 | Canadá |  | Neiva, Colômbia |  |
| Setembro 26 16:30 | Placar por quarto: 6–22, 11–20, 5-19, 4–16 |          |       |        |  | Neiva, Colômbia |  |

| Setembro 26 18:45 |                                              | Brasil | 73–50 | Jamaica |  | Neiva, Colômbia |  |
| Setembro 26 18:45 | Placar por quarto: 22-13, 16-12, 18-9, 17-16 |        |       |         |  | Neiva, Colômbia |  |

| Setembro 27 16:30 |                                               | Jamaica | 69–71 | Paraguai |  | Neiva, Colômbia |  |
| Setembro 27 16:30 | Placar por quarto: 10-21, 20-15, 21-19, 18-16 |         |       |          |  | Neiva, Colômbia |  |

| Setembro 27 18:45 |                                               | Brasil | 88–61 | México |  | Neiva, Colômbia |  |
| Setembro 27 18:45 | Placar por quarto: 11-24, 13-21, 13-20, 24-23 |        |       |        |  | Neiva, Colômbia |  |

| Setembro 28 16:30 |                                              | Paraguai | 44–87 | México |  | Neiva, Colômbia |  |
| Setembro 28 16:30 | Placar por quarto: 4-16, 13-24, 16-28, 11-19 |          |       |        |  | Neiva, Colômbia |  |

| Setembro 28 21:45 |                                              | Canadá | 66–49 | Jamaica |  | Neiva, Colômbia |  |
| Setembro 28 21:45 | Placar por quarto: 15-13, 18-12, 17-9, 16-15 |        |       |         |  | Neiva, Colômbia |  |

## Segunda Fase

### Semifinal
| Setembro 30 20:00 |                                              | Argentina | 61–59 | Canadá |  | Neiva, Colômbia |  |
| Setembro 30 20:00 | Placar por quarto: 23-10, 13-18, 7-12, 18-19 |           |       |        |  | Neiva, Colômbia |  |

| Setembro 30 22:15 |                                               | Brasil | 66–53 | Cuba |  | Neiva, Colômbia |  |
| Setembro 30 22:15 | Placar por quarto: 24-16, 14-10, 14-15, 14-12 |        |       |      |  | Neiva, Colômbia |  |

### 3º Lugar
| Outubro 01 20:00 |                                              | Canadá | 59–46 | Cuba |  | Neiva, Colômbia |  |
| Outubro 01 20:00 | Placar por quarto: 13-8, 11-11, 19-11, 16-16 |        |       |      |  | Neiva, Colômbia |  |

### Final
| Outubro 01 22:15 |                                            | Argentina | 33–74 | Brasil |  | Neiva, Colômbia |  |
| Outubro 01 22:15 | Placar por quarto: 4-16, 7-17, 8-26, 14-15 |           |       |        |  | Neiva, Colômbia |  |